# Rejon orszański (Mari El)
Rejon orszański (ros. Оршанский район) – rejon w należącej do Rosji nadwołżańskiej republice Mari Eł.
Rejon leży w północnej części republiki i ma powierzchnię 880 km². 1 stycznia 2006 r. na jego obszarze żyło 15.673 osób. Ośrodkiem administracyjnym rejonu jest osiedle typu miejskiego Orszanka, liczące 6.907  mieszkańców (2005 r.). Pozostałe osady na terenie tej jednostki podziału administracyjnego mają charakter wiejski i 56% populacji rejonu stanowi ludność wiejska.
Gęstość zaludnienia w rejonie wynosi 17,8 os./km²